# Hautes-Alpes
Hautes-Alpes este un departament din sudul Franței, situat în regiunea Provence-Alpi-Coasta de Azur. Este unul dintre departamentele originale ale Franței create în urma Revoluției din 1790. Este numit după Munții Alpi.

## Localități selectate

### Prefectură
- Gap

### Sub-prefecturi
- Briançon

### Alte localități
- Embrun
- Tallard

## Diviziuni administrative
- 42 arondismente;
- 30 cantoane;
- 117 comune;